# Sœurs de sang
Pour les articles homonymes, voir Sisters.
Cet article concerne le film de Brian De Palma. Pour le film  d'horreur de Stewart Hendler, voir Sœurs de sang (film, 2009).
Pour plus de détails, voir Fiche technique et Distribution.
Sœurs de sang (Sisters) est un thriller américain écrit et réalisé par Brian De Palma et sorti en 1973.

## Synopsis
Un soir, Danielle Breton ramène un homme chez elle. Au matin, l'homme est poignardé alors qu'une journaliste, Grace Collier, assiste au meurtre de sa fenêtre. Grace prévient la police mais aucun cadavre n'est découvert. Convaincue de ce qu'elle a vu, elle décide de mener l'enquête en ignorant que Danielle Breton a en réalité une sœur jumelle, Dominique.

## Fiche technique
- Titre francophone : Sœurs de sang
- Titre original : Sisters
- Titre britannique : Blood Sisters[1]
- Réalisation : Brian De Palma
- Scénario : Brian De Palma et Louisa Rose, d'après une histoire de Brian De Palma
- Musique : Bernard Herrmann
- Décors : Gary Weist
- Photographie : Gregory Sandor
- Montage : Paul Hirsch
- Production : Edward R. Pressman
- Sociétés de production : American International Pictures et Pressman-Williams
- Sociétés de distribution : American International Pictures (États-Unis)
- Budget : 300 000[2] à 500 000 dollars[3]
- Pays de production :  États-Unis
- Langue originale : anglais
- Format : couleur - 1.85 : 1 - 35mm - son mono
- Genres : Horreur et thriller
- Durée : 93 minutes
- Dates de sortie[1] :
  - États-Unis : 27 mars 1973
  - France : 2 février 1977
- Film interdit aux moins de 16 ans lors de sa sortie en France (déconseillé aux moins de 18 ans à la télévision sur Arte[4][réf. nécessaire])

## Distribution
- Margot Kidder (VF : Jeanine Forney) : Danielle Breton / Dominique Blanchion
- Jennifer Salt (VF : Brigitte Morisan) : Grace Collier
- William Finley (VF : Roger Crouzet) : Emil Breton
- Charles Durning (VF : Jacques Dynam) : Joseph Larch
- Mary Davenport (VF : Monique Mélinand) : Mme Collier
- Barnard Hughes (VF : Henri Labussière) : Arthur McLennen
- Lisle Wilson (VF : Med Hondo) : Phillip Woode
- Dolph Sweet (VF : Claude Joseph) : le détective Kelly
- Justine Johnston (VF : Lita Recio) : Elaine D'Anna, la boulangère
- Olympia Dukakis (VF : Lisette Lemaire) : Louise Wilanski, la boulangère en second
- Catherine Gaffigan (VF : Arlette Thomas) : Arlene

## Production

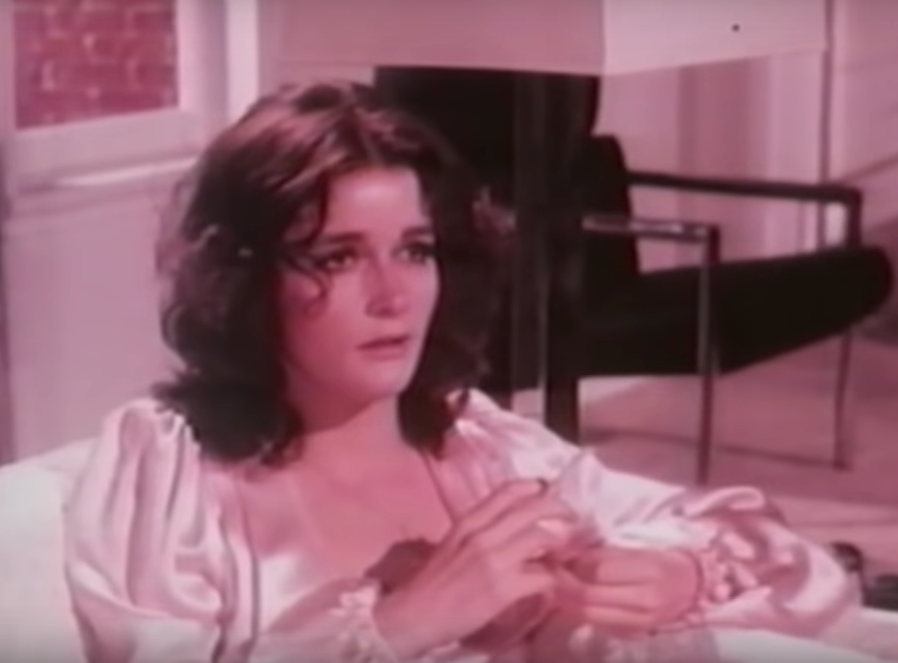
Margot Kidder dans une scène du film.

### Genèse et scénario
Assez déprimé après s'être fait renvoyer de son film Get to Know Your Rabbit, Brian De Palma travaille un moment sur le film Les Poulets, sur une proposition de Martin Ransohoff dont il finit par partir avant le tournage, en désaccord avec les choix de casting du producteur. Il décide brusquement de partir pour la Californie, sans véritable projet, où il est hébergé chez l'actrice Jennifer Salt qui a joué dans plusieurs de ses films. Elle habite avec la comédienne Margot Kidder qui devient la petite amie de Brian De Palma. Il a alors l'idée de réunir dans un même film ces deux comédiennes et leur offre « comme cadeau de Noël » les rôles principaux de Sœurs de sang,. Pour écrire le scénario, il s'est inspiré d'un article de presse sur des jumelles siamoises en URSS.

### Attribution des rôles
Mary Davenport interprète à l'écran la mère de Jennifer Salt. En réalité, elles sont effectivement mère et fille. Brian De Palma fera de même avec Amy Irving et sa mère Priscilla Pointer dans Carrie au bal du diable en 1976.

### Tournage
Le tournage a lieu à Staten Island à New York avec la caméra Mitchell BNC ("Blimped Newsreel Camera"), huit semaines durant. L'immeuble des deux personnages Danielle Breton et Grace Collier s'y situait réellement ainsi que les décors de Grymes Hill, Port Richmond et Dongan Hills et le Time-Life Building dans le Rockefeller Center où la journaliste rencontrait un reporter à propos du fameux dossier des sœurs siamoises Blanchion.
Brian De Palma décrit ce film comme un film à petit budget, même s'il était prévu qu'il coûte 100 000 dollars et en aurait coûté 300 000. Le tournage se termine par une journée ininterrompue de 24 heures de travail : « on a commencé à tourner très tôt le matin, on a continué à tourner toute la journée et toute la nuit, et il faisait déjà jour quand on a filmé les derniers plans du film. »
Lors d'un gros plan sur un téléphone, on remarque qu'une pile d'Harper Bazaar sert d'assise à celui-ci, et notamment un numéro de septembre 1971 situé au sommet. Cela  permet donc de dater la prise de vues.

### Musique
Albums de Bernard Herrmann
La Bataille de la Neretva
(1971) Le monstre est vivant
(1974)
Brian De Palma a fait appel à Bernard Herrmann pour la bande originale, qui a composé la musique de plusieurs films d'Alfred Hitchcock, dont Brian De Palma est un grand admirateur. L'album est commercialisé en 2001.
Liste des titres
1. Main Title - 1:36
2. The Dressing Room - 1:19
3. The Ferry / The Apartment / Breton - 3:40
4. The Scar / The Pills / Duo - 2:49
5. The Cake / The Car / The Candles - 2:40
6. Phillip's Murder / Window View - 3:04
7. Clean-Up / Split-Screen / The Search - 2:58
8. Plastic Bag / The Dress / Cake Box - 2:49
9. Apartment House / The Windows - 2:44
10. The Couch - 1:06
11. Siamese Twins - 2:36
12. The Solution / The Clinic / Hypnotic Trance - 3:54
13. The Dream / The Syringe - 4:21
14. Separation Nightmare / Breton's Murder / Dirge - 4:08
15. Aftermath / Finale - 2:13

## Accueil

### Accueil critique
Lors de la sortie du film, la très influente critique du New Yorker, Pauline Kael, en fait une excellente critique, ce qui lance la carrière hollywoodienne de Brian De Palma.

### Box-office
Aux États-Unis et au Canada, le film totalise 1 million de dollars de recettes. En France, le film réalise 128 981 entrées dont 34 674 à Paris.

## Distinctions
- Nomination au prix du meilleur film d'horreur lors des Saturn Awards 1975[12].
- Projeté hors compétition lors du festival international du film fantastique d'Avoriaz 1976.

## Analyse
Premier long-métrage d'une longue série de thrillers de Brian De Palma (Furie, Pulsions, Body Double, ...), Sœurs de sang est considéré comme un hommage au réalisateur à Alfred Hitchcock. Il évoque notamment son film Psychose, au travers du thème du dédoublement de la personnalité et du meurtre à l'arme blanche, ainsi que Fenêtre sur cour et son voyeurisme. Brian De Palma fait également référence au film Le Voyeur de Michael Powell, en empruntant le titre original, Peeping Tom, pour son émission de télévision au début du film.
Le film est également marqué par d'autres références cinématographiques comme Le Cabinet du docteur Caligari (au travers du directeur d'asile) ou bien La Monstrueuse Parade de Tod Browning.
L'une des caractéristiques techniques du film est l'utilisation du split screen, présentant deux images séparées à l'écran. Le spectateur peut alors suivre de façon simultanée deux points de vue différents.

## Remake
Un remake du film est réalisé par Douglas Buck, sorti en 2006, seulement en vidéo. Chloë Sevigny y reprend le rôle de Grace Collier. Stephen Rea et la Française Lou Doillon sont également au casting.